# Circondario di Demmin
Il circondario di Demmin (in tedesco: Landkreis Demmin) era un circondario del Land tedesco del Meclemburgo-Pomerania Anteriore. Esistette dal 1818 al 2011.

## Storia
Il circondario fu creato nel 1818.
Il 4 settembre 2011 fu soppresso, e il territorio spartito fra i nuovi circondari della Mecklenburgische Seenplatte, della Pomerania Anteriore-Greifswald e di Rostock.

## Geografia antropica
Al momento dello scioglimento, il circondario si componeva di 2 città extracomunitarie (Amtsfreie Stadt) e 6 comunità amministrative (Amt), che raggruppavano complessivamente 6 città e 61 comuni.

### Città extracomunitarie (Amtsfreie Stadt)
- Dargun
- Demmin

### Comunità amministrative (Amt)
- Amt Demmin-Land
  - comuni di Beggerow; Borrentin; Hohenbollentin; Hohenmocker; Kentzlin; Kletzin; Lindenberg; Meesiger; Nossendorf; Sarow; Schönfeld; Siedenbrünzow; Sommersdorf; Utzedel; Verchen; Warrenzin
- Amt Jarmen-Tutow
  - città di Jarmen
  - comuni di Alt Tellin; Bentzin; Daberkow; Kruckow; Tutow; Völschow
- Amt Malchin am Kummerower See 2014 in Malchin
  - città di Malchin; Neukalen
  - comuni di Basedow; Duckow; Faulenrost; Gielow; Kummerow
- Amt Peenetal/Loitz 2014 in Loitz
  - città di Loitz
  - comuni di Düvier; Görmin; Sassen-Trantow
- Amt Stavenhagen 2014 in Stavenhagen
  - città di Stavenhagen
  - comuni di Bredenfelde; Briggow; Grammentin; Gülzow; Ivenack; Jürgenstorf; Kittendorf; Knorrendorf; Mölln; Ritzerow; Rosenow; Zettemin
- Amt Treptower Tollensewinkel
  - città di Altentreptow
  - comuni di Altenhagen; Bartow; Breesen; Breest; Burow; Gnevkow; Golchen; Grapzow; Grischow; Groß Teetzleben; Gültz; Kriesow; Pripsleben; Röckwitz; Siedenbollentin; Tützpatz; Werder; Wildberg; Wolde